# FT Eider Büdelsdorf
FT Eider Büdelsdorf is een sportvereniging uit Büdelsdorf in de Duitse deelstaat Sleeswijk-Holstein. De voornaamste sport is voetbal. 
De huidige vereniging werd opgericht in 1957. Voor de Tweede Wereldoorlog bestond er al een club met dezelfde naam, maar die werd als Arbeitersportverein in 1933 door de nazi's verboden. FT staat voor Freier Turnerschaft, Eider verwijst naar de rivier waaraan Büdelsdorf ligt. De club speelt in een klein stadion, min of meer een met een talud omzoomd grasveld, waar maximaal 1.000 mensen een plaats kunnen vinden.
In 2008 promoveerde de club naar de Schleswig-Holstein-Liga en speelde daar tot 2012. Na degradatie werd het eerste elftal ontbonden. Het tweede elftal bleef wel bestaan en speelt in de kreisklasse. 